# Hypomares robustus
Hypomares robustus là một loài bọ cánh cứng trong họ Cerambycidae.